# James Tour
James Mitchell Tour (New York, 18 agosto 1959) è un chimico statunitense, capo del gruppo di elettronica molecolare del Center for nanoscale science and technology della Rice University di Houston, Texas.
Tour è noto soprattutto per il suo lavoro nel campo delle nanotecnologie.

## Biografia
James Tour ha studiato presso la Syracuse University dove si è laureato in chimica nel 1981. Nel 1986 ha conseguito un dottorato di ricerca presso la Purdue University in chimica sintetica organica e metallorganica. In seguito Tour ha svolo ricerche post dottorato presso l'Università del Wisconsin e la Stanford University. Nel 1988 Tour è divenuto professore presso l'University of South Carolina, e dal 1999 è stato professore alla Rice University presso il Center for Nanoscale Science and Technology. Attualmente è Professore di Chimica, Scienza dei Materiali e informatica presso la Rice University.
Nel 2001 Tour è uno dei ricercatori non biologi che hanno firmato la petizione del Discovery Institute A Scientific Dissent from Darwinism. Tour, che si definisce ebreo messianico ha specificato di non essere un sostenitore del disegno intelligente, di avere la mente aperta riguardo all'evoluzione ma di avere dubbi circa le possibilità che la chimica cellulare abbia potuto formarsi per evoluzione casuale.
Tour detiene più di 120 brevetti negli Stati Uniti, più molti brevetti non statunitensi. È autore di più di 600 pubblicazioni scientifiche, ed è uno dei chimici più citati al mondo, con un Indice H di 119 e un I10-index di 484.

## Premi
Nel 2008 James Tour ha ricevuto il Feynman Prize in Nanotechnology.